# خافيير مورا (ملاكم)
خافيير مورا (بالإنجليزية: Javier Mora)‏ مواليد 25 مايو 1981، هو ملاكم محترف مكسيكي يصنف ضمن فئة الوزن الثقيل.

## إحصائيات
خاض خلال مسيرته 30 نزالا، فاز في 22 وتعادل في 2 وخسر في 6. فاز بالضربة القاضية في 18 نزالا.

## روابط خارجية
- خافيير مورا على موقع بوكس ريك (الإنجليزية) (registration required)